# Libro Biscia
Il Libro Biscia è un grosso volume contenente antiche pergamene, per la maggior parte recanti atti giuridici, pertinenti all'abbazia di San Mercuriale. Costituisce una delle fonti storiche più antiche relative all'abbazia e alla città di Forlì.
Durante i lavori di restauro condotto negli anni '80, si è provveduto ad apportare piccole modifiche alla struttura del codice, in particolare sono state sostituite le tavole di legno che ricoprivano il codice ed è stata aggiunto un foglio che divide in due sezioni l'intero volume.
Il Libro Biscia fu redatto tra il XIII ed il XIV secolo ed era racchiuso da due tavole di faggio di 42 cm per 30cm. la tavola anteriore presentava il disegno di una biscia, da cui il nome del volume, effettuato con inchiostro nero su incisione. Sebbene il legno fosse ancora in buone condizioni, a parte i fori lasciati dall'inserzione di alcuni chiodi, ne è stata decisa la sostituzione con tavole nuove sempre della stessa dimensione e dello stesso tipo di legno.
Il libro è diviso in due parti distinte (la prima trattante soprattutto il rinnovo di terreni ceduti per enfiteusi, mentre la seconda riguarda la trascrizione diantichi documenti riguardanti l'abbazia di San Mercuriale) e tale distinzione è stata accentuata durante il restauro con l'inserimento di un foglio ad evidenziare le due differenti parti.
Il più antico documento conservato risale all'894 e riguarda la donazione di tre fondi fatta dall'arcivescovo di Ravenna a Domenico, abate di San Mercuriale.
I tipi di contratti che vengono riportati nel libro sono sostanzialmente di 5 tipi:
- Enfiteusi
- Locazioni: contratti di durata variabile dai 40 ai 60 anni
- Livelli: contratti della durata di 29 anni
- Contratti di vendita
- Contratti iure scarsi: il locatario lavorava a giornata le terre ricevute in concessione ma senza riceverne vitto...